# カルマル戦争
カルマル戦争（カルマルせんそう, 英語: Kalmar War）は、1611年から1613年にかけて、デンマークとスウェーデンがカルマル地方を巡って争った戦争である。

## 背景
時代背景は、ロシアにおける動乱期であった。当時のスウェーデンは、ロシア、ポーランド、デンマークの包囲網による脅威を受けていた。スウェーデンはロシア動乱ではロシアと一時共闘関係あったが、ポーランドはスウェーデンと同じヴァーサ王朝であった為、スウェーデン王位を要求していた。デンマークも北方における優位を保つ為に国力を増強するといった状況であった。

## 新国王の即位と干渉戦争
かかる背景において、スウェーデンでは新国王グスタフ・アドルフが17歳で即位する。新国王に対し、最初にスウェーデンに干渉を行ったのがデンマーク王クリスチャン4世であった。戦争は、スウェーデン領カルマル地方にある主要な要塞を巡って行われた。
この戦争は、グスタフ・アドルフの緒戦の中での苦戦であった。一方でクリスチャン4世は軍備の増強、特に陸軍の強化を行った。デンマークはイェータ川河口を占領した。その後スウェーデンも反撃し、デンマークはカルマル地方を領有出来なかったが、スウェーデンの主要な要塞エルヴスボリを陥落させる事には成功した。そして1613年のクネレド条約でグスタフ・アドルフから譲歩を引き出し、スウェーデンは、多額の賠償金を支払う事で要塞とイェータ川河口の返還に合意した。しかしスウェーデンは、カルマル地方を辛うじて死守する事には成功した。

## スウェーデンの敗因
グスタフ・アドルフが苦戦したのは、彼がまだ王位に就いた直後であった事や、当時のスウェーデン軍が弱体化していた事、国庫の破綻など国民の不満が高まっていた事などが原因であった。その中で、イングランドを調停者に迎え、領土返還に持ち込む事に成功したのは、1612年にスウェーデンの宰相となったアクセル・オクセンシェルナの外交手腕のおかげであった。

## 読書案内
- 武田龍夫 『物語 北欧の歴史』 中公新書、1993年。ISBN 4-12-101131-7
- 武田龍夫 『物語 スウェーデン史』新評論、2003年。ISBN 4-7948-0612-4
- 百瀬宏、熊野聰、村井誠人編 『北欧史』 山川出版社、1998年。ISBN 4-634-41510-0
- 入江幸二 『スウェーデン絶対王政研究』 知泉書館、2005年。ISBN 4-901654-62-4